# Ivan IV (Bizet)
Ivan IV és una òpera en cinc actes amb música de Georges Bizet, amb llibret de Francois-Hippolyte Leroy i Henri Trianon. Fou composta el 1865 però no es va estrenar fins al 12 d'octubre de 1951 al Grand Théâtre de Burdeus.